# 게리 피터스 (미국의 정치인)
게리 찰스 피터스(Gary Charles Peters, 1958년 12월 1일 ~ )은 미국의 정치인이다.

## 학력
- 알마 칼리지 철학 인문사회 학사
- 디트로이트 자선대학교 경영학 석사
- 웨인 주립 대학교 법학 법무박사
- 웨인 주립 대학교 법학 인문사회 석사
- 미시간 주립 대학교 철학 인문사회 석사

## 경력
- 1995.01 ~ 2002.12 제88·89·90·91대 미시간 제14선거구 상원의원
- 2009.01 ~ 2013.01 제111·112대 미국 미시간 제9선거구 연방하원의원
- 2013.01 ~ 2015.01 제113대 미국 미시간 제14선거구 연방하원의원
- 2015.01 ~ 2027.01 제114·115·116·117·118·119대 미국 미시간 연방상원의원
- 2019.01 ~ 2021.02 미국 상원 국토안보위원회 위원
- 2021.01 ~ 2025.01 민주당 상원의원 선거대책위원회 위원장
- 2021.02 ~ 2025.01 미국 상원 국토안보위원회 위원장
- 2025.01 ~ 미국 상원 국토안보위원회 위원

## 역대 선거 결과
| 선거명      | 직책명                       | 대수  | 정당   | 득표율 | 득표수      | 결과 | 당락                   |
| ----------- | ---------------------------- | ----- | ------ | ------ | ----------- | ---- | ---------------------- |
| 1990년 선거 | 상원의원 (미시간 제8부)      | 86대  | 민주당 | 45.89% | 32,458표    | 2위  | 낙선                   |
| 1994년 선거 | 상원의원 (미시간 제14부)     | 88대  | 민주당 | 56.55% | 48,351표    | 1위  | 미시간 주의원 당선     |
| 1998년 선거 | 상원의원 (미시간 제14부)     | 90대  | 민주당 | 65.48% | 53,497표    | 1위  | 미시간 주의원 당선     |
| 2002년 선거 | 미시간 법무장관              | 52대  | 민주당 | 48.69% | 1,493,866표 | 2위  | 낙선                   |
| 2008년 선거 | 하원의원 (미시간 제9선거구)  | 111대 | 민주당 | 52.08% | 183,311표   | 1위  | 미시간주 하원의원 당선 |
| 2010년 선거 | 하원의원 (미시간 제9선거구)  | 112대 | 민주당 | 49.76% | 125,730표   | 1위  | 미시간주 하원의원 당선 |
| 2012년 선거 | 하원의원 (미시간 제14선거구) | 113대 | 민주당 | 82.26% | 270,450표   | 1위  | 미시간주 하원의원 당선 |
| 2014년 선거 | 상원의원 (미시간 제2부)      | 114대 | 민주당 | 54.61% | 1,704,936표 | 1위  | 미시간주 상원의원 당선 |
| 2020년 선거 | 상원의원 (미시간 제2부)      | 117대 | 민주당 | 49.90% | 2,734,568표 | 1위  | 미시간주 상원의원 당선 |